# Tajnička
Tajnička (Leersia) je rod trav, tedy rostlin z čeledi lipnicovitých (Poaceae). Jedná se o vytrvalé, vzácně jednoleté byliny. Jsou trsnaté nebo výběžkaté či s oddenky. Stébla dorůstají výšek zpravidla 30–150 cm. Čepele listů jsou ploché, skládané nebo svinuté, na vnější straně listu se při bázi čepele nachází jazýček. Květy jsou v kláscích, které tvoří latu, někdy primární větvičky jednotlivé. Klásky jsou zboku silně smáčklé, jednokvěté, často netradičně uspořádané. Plevy chybí, zdánlivě je nahrazují úzké lemy vrcholů stopek klásků. Pluchy jsou na hřbetě často chlupaté, bez osin, nebo osinaté, osina není kolénkatá. Plušky jsou 3-žilné, jednokýlné. Plodem je obilka. Je známo asi 18 druhů, které jsou rozšířeny převážně v tropech a subtropech, méně v teplých částech mírného pásu. Místy i adventivně.

## Druhy rostoucí v Česku
V České republice můžeme potkat pouze jediný druh z rodu tajnička. Je to tajnička rýžovitá (Leersia oryzoides), která je rozšířena hlavně v teplejších oblastech ČR. Roste roztroušeně až vzácně na březích eutrofních vod. Někdy bývá i sterilní, pozná se však dobře podle svých extrémně drsných listů.